# Bourgondische Oorlogen
De Bourgondische Oorlogen waren een reeks conflicten tussen de Oude Zwitserse Confederatie en het hertogdom Lotharingen (hertog René II) tegen de hertog van Bourgondië, Karel de Stoute en diens bondgenoot, de hertog van Savoye, Filibert I (onder voogdij van zijn moeder, Yolande van Valois). Het conflict werd aangewakkerd door de Franse koning Lodewijk XI en aartshertog Sigismund van Oostenrijk, graaf van Tirol en hertog in Voor-Oostenrijk.

## Verloop
Sigismund van Oostenrijk had in 1468/69 (Verdrag van Sint-Omaars) zijn grondgebied in de Elzas verkocht aan Karel de Stoute (met een clausule tot terugkoop), om het beter te kunnen beschermen tegen de Zwitserse Confederatie. In 1472 was hij echter tot vrede gekomen met de Zwitsers en wilde hij deze gebieden terug, hetgeen de Bourgondische hertog uiteraard weigerde. Hierop sloot Sigismund van Oostenrijk een verbond met de Zwitserse Confederatie en startte een plundertocht in het vrijgraafschap Bourgondië (Franche-Comté) en Savoye.
Ondertussen had Karel Lotharingen veroverd en besloot hij 'die koeienhoeders van de Alpen' een lesje te leren. Wat een zegetocht had moeten worden eindigde echter in een drama: keer op keer leed hij een smadelijke nederlaag tegen de Zwitsers. Door gruwelijk en hardvochtig op te treden tegen de inwoners van de Elzas die zich verzetten, poogde hij het verzet te ontmoedigen, doch versterkte hij enkel de saamhorigheid van zijn tegenstanders, die zich verenigd voelden in de afkeer voor het beleid van Karel de Stoute.
Tot overmaat van ramp kwamen nu ook de steden van Lotharingen in opstand, die zich nu onderdrukt voelden door de steeds grotere oorlogsbelastingen en de afschaffing van hun privileges. Ze werden aangezet tot opstand door René II, de hertog van Lotharingen, die de macht terug probeerde te grijpen in zijn hertogdom. Tevergeefs probeerde Karel de stad Nancy terug te heroveren op de halsstarrige rebellen, hierbij gehinderd door moeilijke weersomstandigheden. Een coalitie van Zwitsers en de hertog van Lotharingen kwam nu de stad ontzetten. Tijdens de Slag bij Nancy werd Karel definitief verslagen en zou hij ook overlijden. Zijn lijk werd pas twee dagen later teruggevonden, zijn gezicht aangevreten door de wolven.
Karel stierf zonder mannelijk opvolger en de koning van Frankrijk zag zijn kans schoon en annexeerde de gebieden die hij eerder bij de Vrede van Atrecht in 1435 aan de Bourgondische hertogen had verloren. Tijdens deze Bourgondische Successieoorlog verloor erfgename Maria van Bourgondië en haar echtgenoot de Habsburgse Maximiliaan I het Bourgondische kerngebied aan de Franse koning, maar konden ze wel de Bourgondische Nederlanden behouden.

## Veldslagen tijdens de Bourgondische Oorlogen

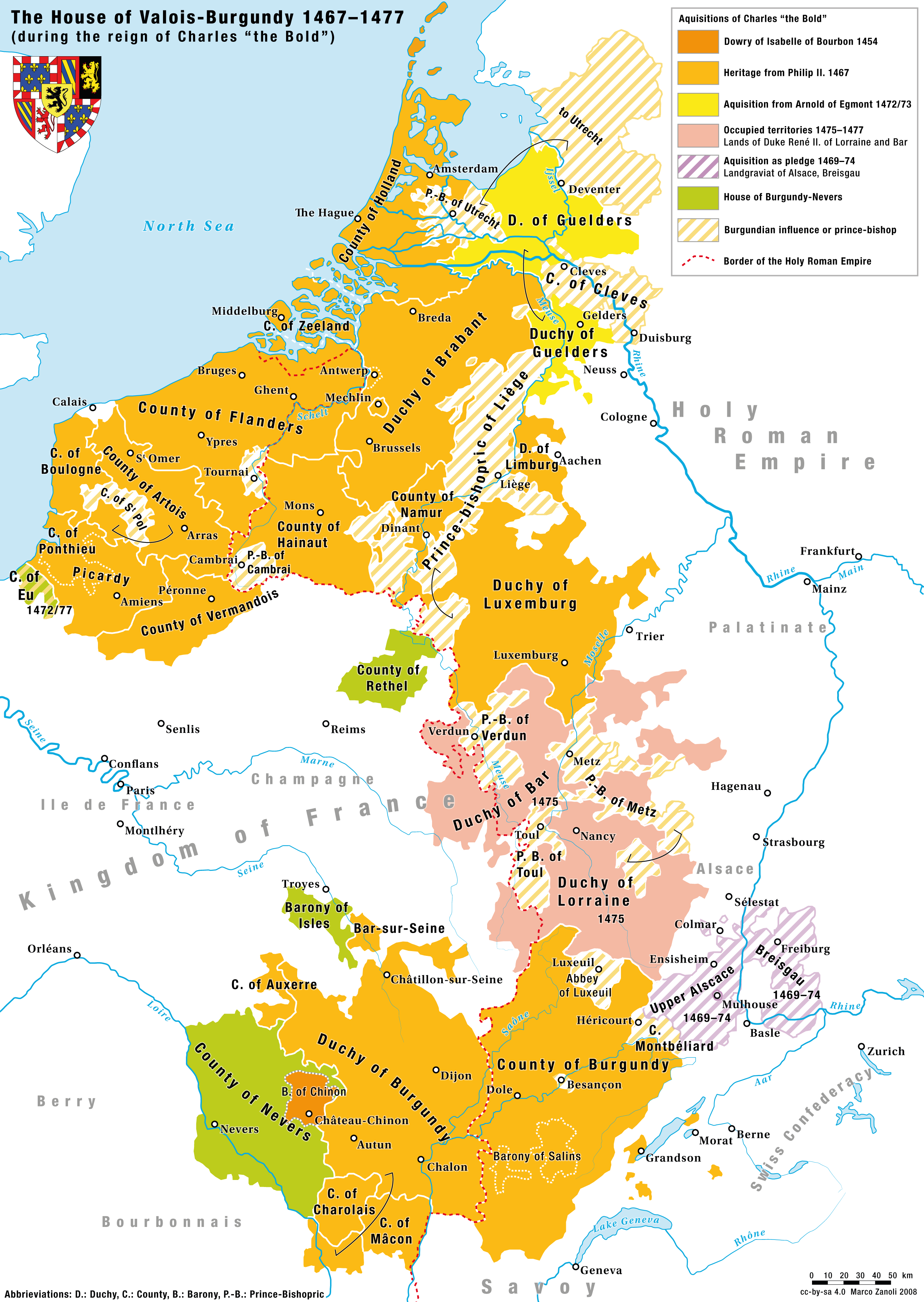
Bourgondische gebieden

### Beleg van Neuss
In 1474 vroeg keurvorst Frederik I van de Palts aan Karel de Stoute om bemiddeling in een conflict met keurvorst Ruprecht van Keulen, prins-aartsbisschop Keulen, broer van Frederik. Tussen juli 1474 en juni 1475 begon het Bourgondische leger een belegering van de stad Neuss, maar slaagde er niet in de stad te veroveren. De keizer van het Heilige Roomse Rijk, Frederik III, verklaarde ondertussen de oorlog aan de keurvorst van de Palts en het Bourgondische rijk. Het kwam echter tot onderhandelingen en Karel beloofde Maximiliaan, de zoon van de keizer, de hand van zijn dochter, Maria van Bourgondië.

### Slag bij Héricourt
Tijdens hun inval in de Bourgondische Elzas in november 1474, de Slag bij Héricourt, versloegen Zwitserse confederalen en geallieerden (Elzas, hertogdom Zwaben) een Bourgondisch garnizoen van 12.000 soldaten dat onder het commando stond van Henri de Neuchâtel-Blamont. Hierop gaf het garnizoen zich over en kwam in Oostenrijkse handen.

### Slag bij de Planta
Tijdens de Slag bij de Planta in 1475 veroverde de Zwitserse Confederatie Vaud op de hertog van Savoye.

### Slag bij Grandson
Na de plundertocht van de Zwitsers in Vaud startte Karel de Stoute in februari 1476 een invasie in Zwitserland. Hij startte met de inname van Grandson, dat zich overgaf zonder verweer, niet wetende dat versterking reeds op weg was. Hoewel hij had beloofd de levens van de gegijzelden te sparen, beval Karel de 421 gevangenen op te hangen en te verdrinken. Toen hij met de Slag bij Grandson wilde afrekenen met de versterking die nog steeds op weg was om de stad te ontzetten, verwarde hij de voorhoede van het Zwitserse leger met de werkelijke troepenmacht, die zelf iets groter was dan de zijne. Toen hij zijn cavalerie liet terugtrekken om de Zwitsers te beschieten met artillerie dook onverwacht het gevolg op van de Zwitserse voorhoede, wat paniek zaaide in de rangen van het Bourgondische leger. Karel schreeuwde zijn soldaten toe opnieuw hun rangen te sluiten, maar hij kon de algemene vlucht van zijn troepen niet keren. Hoewel de verliezen meevielen, verloor hij zijn oorlogsmaterieel - artillerie en voorraad - en werd hij gedwongen terug te keren.

### Slag bij Murten
Na de mislukte Slag bij Grandson hergroepeerde Karel de Stoute zijn troepenmacht en trok hij door naar Bern. Doel van de expeditie was het heroveren van de Vaud en het verslaan van de stad Bern, het meest weerspannige kanton. Karel stelde zich in juni 1476 op, nadat hij een geschikte plaats had gevonden om zijn tegenstanders uit te dagen, en hij wachtte het moment van de slag af. Toen zijn leger een ganse dag had staan wachten in de stromende regen op de komst van de Zwitsers (blijkbaar had Karel zich opnieuw niet laten inlichten over de positie van het vijandige leger) keerden de meeste soldaten terug naar het kamp, om te schuilen voor de regen en om te eten. Op dat moment sloegen de Zwitsers toe. Opnieuw vernietigde de paniek het leger van Karel de Stoute, de aanvallen op de vaste piekeniers en hellebaardiersformaties waren ongedisciplineerd en slecht gecoördineerd, en werden dus steeds opnieuw afgeslagen. Een bevel tot algemeen terugtrekken om het kamp te beschermen leidde tot de vlucht van zijn legermacht, o.a. de hertog van Savoye.

### Slag bij Nancy
Karel keerde terug naar Lotharingen en probeerde Nancy te heroveren. Hij werd definitief verslagen door het leger van de Zwitserse Confederatie en het hertogdom Lotharingen in de Slag bij Nancy in 1477. Hij kwam daarbij zelf om het leven.
Deze gebeurtenissen blijven bewaard in de volksspreuk:
«Karl verlor bei Grandson das Gut, bei Murten den Mut, bei Nancy das Blut.»